# Theodor Zeller (Landrat)
Theodor Ernst Zeller (* 27. August 1902 in Stuttgart; † 29. Oktober 1959 in Tübingen) war ein deutscher Verwaltungsbeamter.

## Leben
Theodor Zeller, Sohn eines Buchhändlers, studierte Rechtswissenschaften unter anderem an der Friedrich-Alexander-Universität Erlangen und der Eberhard Karls Universität Tübingen. 1922 wurde er Mitglied des Corps Franconia Tübingen. 1925 legte er die 1. und 1928 die 2. höhere Justizdienstprüfung ab. 1927 wurde er Mitglied der DVP. 1928 wurde er in Erlangen zum Dr. iur. promoviert. Von 1929 bis 1933 war er Rechtsanwalt in Stuttgart und gleichzeitig von 1930 bis 1933 Geschäftsführer der Metallwarenfabrik Waldenbronn. Nachdem er 1933 Mitglied der NSDAP geworden war, trat er zu Beginn des Jahres 1934 beim Oberamt Besigheim in den Dienst der württembergischen Innenverwaltung ein. 1935 wurde er zum Regierungsrat befördert. In der Mitte dieses Jahres übernahm er auch eine informatorische Tätigkeit bei der preußischen Kreisverwaltung in Torgau. Zu Beginn des Jahres 1936 war er hauptamtlich Amtsverweser beim Oberamt Riedlingen und, nachdem er seit Mai 1936 Verwendung im Geschäftsteil IV, Gemeinde- und Körperschaftssachen, des württembergischen Innenministeriums Verwendung gefunden hatte, noch einmal im August desselben Jahres nebenamtlich Amtsverweser ebenda. Im August 1939 wurde er Amtsverweser und 1940 Landrat des Landkreises Balingen. 1942 war er zudem im Nebenamt in Balingen SD-Außenstellenleiter. 1945 wurde Zeller in den Lagern Nonnenhof und Balingen interniert und auf Anordnung der US-Militärregierung aus dem Dienstverhältnis entlassen. Als Internierter wurde er im März 1946 Aushilfsangestellter beim Landratsamt und der Kreissparkasse Balingen. Nachdem er 1947 abermals aus dem öffentlichen Dienst entlassen worden war, wurde er Lektor und in der Folge Verlagsleiter des Richard Boorberg Verlags. 1950 ließ er sich als Beamter zur Wiederanstellung beurlauben.

## Schriften
- Die Wirkung des Übergangs eines Unternehmens auf die Arbeitsverträge (unter besonderer Berücksichtigung des Entwurfs eines Allgemeinen Arbeitsvertragsgesetzes), 1928
- Besondere Einrichtungen zur Steigerung der Verwaltungskraft der ländlichen Gemeinden, 1936
- Das neue deutsche Beamtenrecht und die Württembergischen Körperschaftsbeamten, 1938
- Die Nebentätigkeit der Beamten, 1938
- Die wichtigsten Bestimmungen des Deutschen Beamtengesetzes und der Reichsdienststrafordnung, erläutert unter Berücksichtigung der Württembergischen Staats- und Körperschaftsbeamtenverhältnisse, 1939